# Джафаров, Намиг Вагиф оглы
Джафаров Намиг Вагиф оглы (род. 27 августа 1976, Баку) — азербайджанский спортсмен.

## Биография
Джафаров Намиг Вагиф оглы родился в АзССР городе Баку 27 августа 1976 года. В 1983 году пошёл в школу номер 175 ясамальского района. В 1994 году отправился на службу в армию президентскую гвардию, где прослужил на срочной службе до 1996 года. После перевелся на сверхсрочную службу в воинскую часть 6500 где работал в позиции «конвой». 1998 году уволился и поступил в Российский государственный социальный университет. После поступил в Академию бодибилдинга и фитнеса, по окончании поступил в Международную академию фитнеса и Нутрициологии получив степень Level 4.

## Карьера
Является 10-кратным чемпионом Азербайджана, 9-кратным чемпионом Европы и четырёхкратным чемпионом мира по пауэрлифтингу. Обладатель рекорда мира 2023 года в строгом подъёме на бицепс.

## Достижения
- Чемпионат Европы - Bench Press 12 - 17 май 2008[1]
- Кубок мира WPC 6 - 9 май 2010 [2]
- Чемпионат Европы IPA - BP AM M&W 3 - 8 май 2011[3]
- Кубок мира IPA- Золотой Тигр-5 - BP IPA-A Eq 26 сен - 2 окт 2011[4]
- Чемпионат Европы EPA - BP AM 26 - 27 апр 2012[5]
- Чемпионат мира IPA по жиму - BP Eq AM 29 май - 3 июн 2012[6]
- Чемпионат Европы - BP IPA A 22 - 24 мар 2013[7]
- Кубок мира по пауэрлифтингу и в отдельных упражнениях - bp am 27 - 31 май 2014[8]
- Финал Кубка Европы - BP Am 8 - 12 июн 2017[9]
- Чемпионат Европы - "Олимпия-5" - BP Am 7 - 12 июн 2018[10]
- Чемпионат Европы "Олимпия - 6" - BP Equipplus AM7 - 12 июн 2019[11]